# Concejo Deliberante de Banda del Río Salí
El Honorable Concejo Deliberante de Banda del Río Sali es el órgano legislativo municipal de Banda del Río Salí, Tucumán, Argentina. El concejo fue creado en 1972 junto a la municipalización de la ciudad del este tucumano.

## Estructura
El Concejo Deliberante se compone de 12 miembros electos por el sistema de representación directa y proporcional, al ser Banda del Río Salí un municipio de 1.ª categoría. Estos duran cuatro años en su cargo, pudiendo reelegirse solo una vez consecutiva. El concejo es uno de los poderes del gobierno municipal, se encarga de revisar y controlar los actos del poder ejecutivo municipal que encabeza del Intendente. Es un órgano legislativo que crea las normas de la ciudad. Estas normas reciben el nombre de ordenanzas y el Ejecutivo municipal es el encargado de hacerlas cumplir. 

### Requisitos para ser Concejal[1]
Para ser concejal, según la Ley Orgánica de Municipalidades, se requiere de:
- Tener veintidós (22) años de edad.
- Ser argentino nativo, naturalizado con una antigüedad de cinco (5) años de obtenida la nacionalidad argentina o extranjero  que deberá ser propietario en el municipio y tener en el mismo cinco (5) años de residencia inmediata a su designación.
- Estar inscripto en los padrones electorales nacionales correspondientes al respectivo municipio.

### Impedimentos para ser Concejal[1]
Según la ley, no pueden ser miembros del Concejo Deliberante:
- Quienes no pueden ser electores de acuerdo a las disposiciones de la Ley Orgánica de Municipalidades.
- El Gobernador de la Provincia y sus Ministros.
- Los Diputados y Senadores Nacionales y los Legisladores Provinciales.
- Los miembros de la Administración de la Justicia Federal o Provincial.
- Los que estuvieren directa o indirectamente interesados en cualquier contrato oneroso con la municipalidad, como obligados principales. Esta inhabilidad no comprende a los tenedores o dueños de acciones de sociedades anónimas que tengan contratos con las municipalidades, a no ser que tengan participación en la administración o sean miembros  de los directorios de dichas sociedades.

## Composición Actual

### 2023–2027[2][3][4]
| Legislador                   | Partido                     | Bloque | Bloque                      |
| ---------------------------- | --------------------------- | ------ | --------------------------- |
| Stella Maris Ávila           | Juntos Podemos              |        | Frente de Todos por Tucumán |
| Julio Ernesto Rocha          | Tucumán para la Victoria    |        | Frente de Todos por Tucumán |
| Maximiliano Gastón Basualdo  | Del Bicentenario            |        | Frente de Todos por Tucumán |
| María de los Ángeles Guevara | Cambiemos                   |        | Compromiso Tucumán(JxC)     |
| Luis Vicente Galarza         | Juntos Podemos              |        | Frente de Todos por Tucumán |
| Ramón Antonio Radin          | Tucumán para la Victoria    |        | Frente de Todos por Tucumán |
| Héctor Fabian Tarascio       | Militiancia Territorial     |        | Frente de Todos por Tucumán |
| José Gastón Villagra         | Partido Proyecto Popular    |        | Frente de Todos por Tucumán |
| Alberto Sebastián Luna       | Unidad Ciudadana            |        | Frente de Todos por Tucumán |
| Sulema Mahfud                | Frente de Todos por Tucumán |        | Frente de Todos por Tucumán |
| Claudia Marcela Medina       | Partido Solidario           |        | Frente de Todos por Tucumán |
| Alejandro Isaias Made        | Nueva Generación            |        | Frente de Todos por Tucumán |